# Димчев, Иво
Иво Димчев (болг. Иво Димчев; род. 1976, София) — болгарский актёр, театральный режиссёр и певец.
С 14-летнего возраста играл в экспериментальной театральной студии 4xC, ученик авангардного режиссёра Николая Георгиева. В 1997 г. поступил в Национальную академию театрального и киноискусства по специальности «актёр драматического театра» на курс Крикора Азаряна и Тодора Колева, однако уже через год оставил учёбу. Эпизодически появлялся на сцене в спектаклях Национального театра Ивана Вазова и театральной мастерской «Сфумато».
С 2001 г. выступает с авторскими моноспектаклями, совмещающими элементы хореографии и концептуального перформанса. «В его лице современный танец вторгся в пространство перформативного искусства с особой дерзостью», — отмечалось в российском журнале «Театр». Гастролировал во многих европейских странах, США, Южной Корее.
В 2016 г. собрал вокальные номера из различных своих постановок в свой первый исполнительский альбом Sculptures. В певческом творчестве Димчева, по мнению журнала Esquire, «можно услышать стилистические приемы в лучших традициях экспериментальных поп-артистов вроде Тори Эймос или Аланис Мориссетт в сочетании с вокальными изысками оперного плана». В июне 2019 года впервые выступил с концертами в России.

## Дискография
- Sculptures, 2017
  - Traveling Light
  - Back home
  - Morning
  - Black
- Songs From My Shows - Live, 2017
  - Blood
  - One day
  - I cure
  - Where do yuo go
- Trakia, 2021
  - Az som Bulgarche
  - Kaji Kako
  - Banitsa
  - Halal
  - Pari&Liubov
  - Shkembe Chorba
  - Mocha
  - Pisna mi
  - Debela
  - Motkam
  - Feromoni
  - Zaio Baio
  - Ganga
  - Starost neradost
  - Momina svinia
  - Partsal